# Kimberley Bos

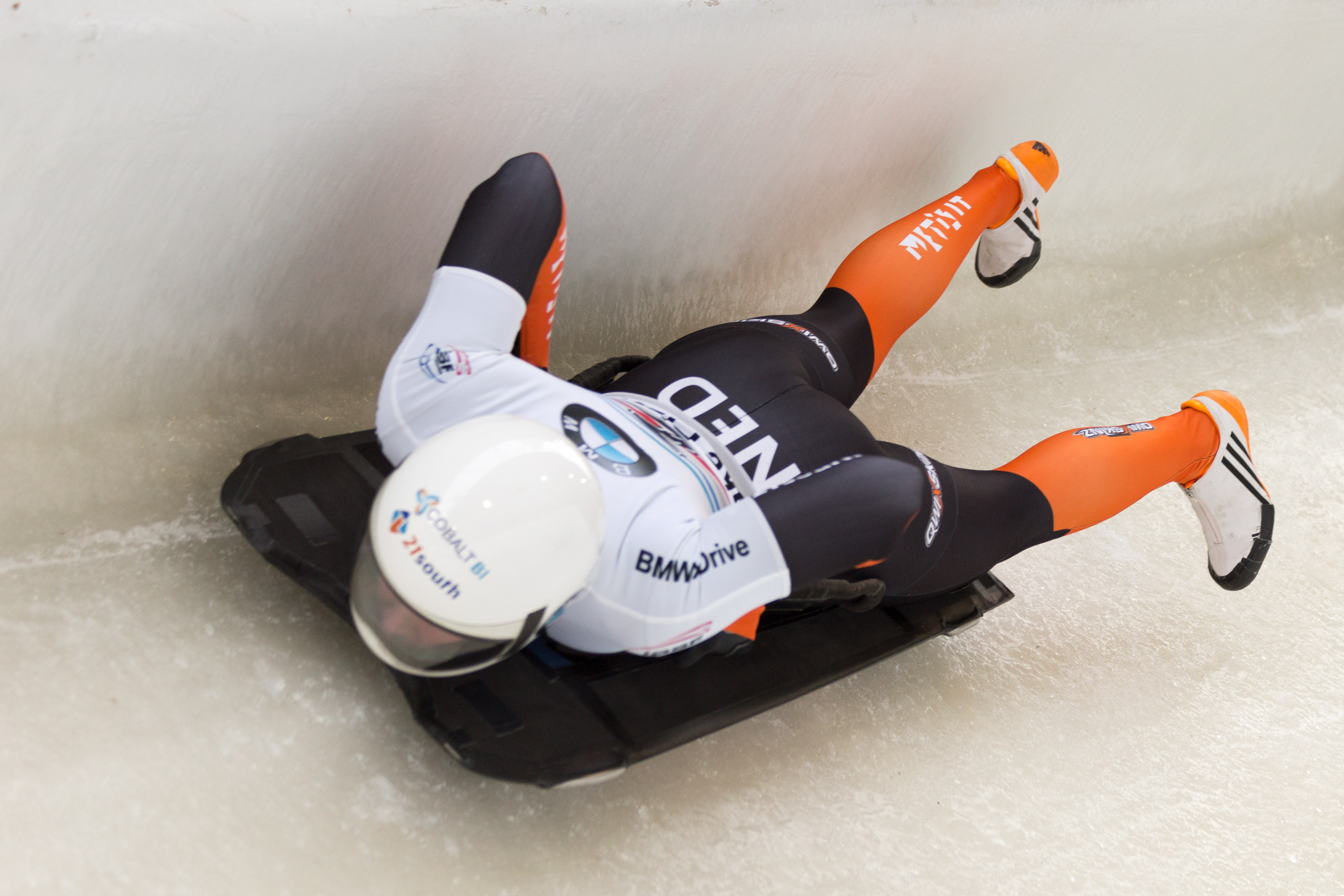
Bos tijdens de wereldbekerwedstrijd in Lake Placid (2017)

Kimberley Bos (Ede, 7 oktober 1993) is een Nederlandse skeletonster.

## Biografie
Bos nam vanaf 2009 deel aan de nationale jeugdselecties in het bobsleeën. Met Mandy Groot won ze in 2012 brons op de Olympische Jeugdwinterspelen. In 2013 maakte ze de overstap naar skeleton. In 2016 won ze zilver op het wereldkampioenschap junioren. Op de wereldkampioenschappen skeleton 2017 werd Bos veertiende. Bij de wereldbekerwedstrijd op 12 januari 2018 in Sankt Moritz bereikte ze de dertiende plaats op de world cup ranglijst, maar Bos plaatste zich toch voor de Olympische Winterspelen 2018 door de schorsing van Jelena Nikitina. Ze was hiermee de eerste Nederlands olympische deelnemer in skeleton. Op de Spelen behaalde ze een achtste plaats.
In het wereldbekerseizoen 2020/2021 haalde Bos in vijf van de acht races het podium en werd ze derde in het eindklassement. In het seizoen wereldbekerseizoen 2021/2022 won ze twee wereldbekerwedstrijden, stond ze nog viermaal op het podium en werd eerste in het eindklassement. Ze werd ditzelfde seizoen, bij de 8e wereldbekerwedstrijd op 14 januari, ook Europees kampioene. Op 11 en 12 februari 2022 nam ze voor de tweede maal deel aan de Olympische Winterspelen, waar ze, gecoacht door Kristan Bromley, de bronzen medaille won. Dit was de tweede medaille buiten de schaatssport om voor Nederland na de gouden medaille van Nicolien Sauerbreij in het snowboarden in 2010.
Op het WK 2023 in het Zwitserse Sankt Moritz won Kimerley Bos een zilveren medaille. Het verschil met de Duitse wereldkampioen Susanne Kreher was na vier runs slechts 0,01 seconde. In het wereldbekerseizoen 2023/24 behaalde ze voor de tweedemaal de eindzege. Op 7  maart 2025 won ze in Lake Placid als eerste Nederlander de wereldtitel skeleton.

## Resultaten
| Jaar | Plaats      | Rang  |
| ---- | ----------- | ----- |
| 2018 | Pyeongchang | 08e   |
| 2022 | Peking      | Brons |

| Jaar | Plaats       | Rang   |
| ---- | ------------ | ------ |
| 2016 | Igls         | 008e   |
| 2017 | Königssee    | 014e   |
| 2019 | Whistler     | 013e   |
| 2020 | Altenberg    | 015e   |
| 2021 | Altenberg    | 011e   |
| 2023 | Sankt Moritz | Zilver |
| 2024 | Winterberg   | 009e   |
| 2025 | Lake Placid  | Goud   |

| Jaar | Plaats     | Rang   |
| ---- | ---------- | ------ |
| 2012 | Igls       | 013e*  |
| 2014 | Winterberg | 010e   |
| 2015 | Altenberg  | 010e   |
| 2016 | Winterberg | Zilver |
| 2017 | Sigulda    | 005e   |

| Jaar | Plaats       | Rang  |
| ---- | ------------ | ----- |
| 2017 | Winterberg   | 05e   |
| 2018 | Igls         | 05e   |
| 2019 | Igls         | 12e   |
| 2020 | Sigulda      | 09e   |
| 2021 | Winterberg   | 06e   |
| 2022 | Sankt Moritz | Goud  |
| 2023 | Altenberg    | 04e   |
| 2024 | Sigulda      | 05e   |
| 2025 | Lillehammer  | Brons |

### Wereldbeker
Eind- en dagklasseringen
| Seizoen | Rang | Punten | #1   | #2   | #3   | #4   | #5   | #6   | #7   | #8   |
| ------- | ---- | ------ | ---- | ---- | ---- | ---- | ---- | ---- | ---- | ---- |
| 2016/17 | 012e | 00988  | 020e | 012e | 013e | 07e  | 05e  |      | 013e | 0    |
| 2017/18 | 014e | 00905  | 012e | 010e | 016e | 024e | 07e  | 07e  | 020e | 017e |
| 2018/19 | 013e | 00984  | 09e  | 09e  | 016e | 017e | 08e  | 014e | 013e | 018e |
| 2019/20 | 024e | 00359  | 017e | 0DNS |      |      | 024e | 019e |      | 09e  |
| 2020/21 | 0    | 01326  | 0    | 0    | 0    | 0    | 07e  |      | 012e | 0    |
| 2021/22 | 0    | 01600  | 0    | 0    | 06e  | 0    | 010e | 0    | 0    | 0    |
| 2022/23 | 0    | 01562  | 05e  | 07e  | 05e  | 0    | 0    | 05e  | 0    | 04e  |
| 2023/24 | 0    | 01570  | 08e  | 0    | 0    | 0    | 0    | 06e  | 05e  | 0    |
| 2024/25 | 0    | 01465  | 08e  | 09e  | 06e  | 05e  | 0    | 04e  | 05e  | 04e  |

Wereldbekerzeges
| Datum            | Plaats         |
| ---------------- | -------------- |
| 10 december 2021 | Winterberg     |
| 7 januari 2022   | Winterberg     |
| 6 januari 2023   | Winterberg     |
| 10 februari 2023 | Innsbruck-Igls |
| 15 december 2023 | Innsbruck-Igls |
| 12 januari 2024  | Sankt Moritz   |
| 13 december 2024 | Sigulda        |